# Antoine Elias
Antoine Elias is een Surinaams ondernemer, bestuurder en politicus. Hij was van 2018 tot 2020 minister van Volksgezondheid.

## Biografie
Elias was verbonden aan de Surinaamse wasmiddelenproducent Consolidated Industries Corporation (CIC) in Nickerie. Daarnaast was hij vanaf circa 2005 voorzitter van het Cultureel Centrum Nickerie en vervolgens vanaf 2009 van de WIN-Groep, die ontstond uit de fusie ervan met de stichtingen Welzijns Instituut Nickerie (WIN) en Vrienden van Nickerie (VVN). Met de WIN-Groep was hij in 2011 betrokken bij de organisatie van de eerste Dag van de Poëzie waarmee de stichting hetzelfde jaar voor het eerst een gedichtenbundel uitgaf.
In juli 2011 verliet hij het ondernemerschap en trad hij aan als bestuursvoorzitter van het Lachmipersad Mungra Streekziekenhuis Nickerie (tegenwoordig Mungra Medisch Centrum). Daarnaast was hij waarnemend directeur, een positie die hij in juli 2012 permanent innam. Hier bleef hij aan tot hij in april 2018 de functie van minister van Volksgezondheid accepteerde. Deze functie kwam vrij toen president Bouterse vijf ministersposten reshuffelde en Patrick Pengel doorschoof naar het ministerie van Transport en Communicatie. Hier bleef hij aan tot 2020.